# امام‌آباد سیستانی‌ها
امام‌آباد سیستانی‌ها، روستایی است از توابع بخش مرکزی شهرستان علی‌آباد در استان گلستان ایران.

## جمعیت
این روستا در دهستان کتول قرار دارد و براساس سرشماری مرکز آمار ایران در سال ۱۳۸۵، جمعیت آن ۲۷۶ نفر (۶۴خانوار) بوده‌است.